# 妮娜·阿格戴爾
妮娜·阿格戴爾（英語：Nina Agdal，1992年3月26日—）是一位丹麥時尚模特兒。她是2014年《運動畫刊泳裝特輯》三位封面模特兒的其中一位。

## 時尚與模特兒生涯
阿格戴爾生長於丹麥希勒勒，她曾擔任Billabong、梅西百貨公司、Frederick's of Hollywood以及維多利亞的秘密的模特兒。她在2012年初次亮相於《運動畫刊泳裝特輯》，並且被評選為「年度最佳新秀」。之後，阿格戴爾在2014年與克麗絲·泰根、莉莉·奧爾德里奇登上《運動畫刊泳裝特輯》的50週年紀念刊。
阿格戴爾跟隨著金·卡戴珊、帕德瑪·拉克希米、芭黎絲·希爾頓以及《運動畫刊泳裝特輯》模特兒凱特·阿普頓的腳步，為Carl's Jr./Hardee's拍攝2013年超級盃的電視廣告。這個超級盃廣告也曾在2013年的電影《超急情聖》中播出。

## 私人生活
阿格戴爾在2013年10月開始與渴望樂團的Max George交往，在2014年2月分手。

## 外部連結
- Nina Agdal (NinaAgdal)的X（前Twitter）
- Nina Agdal於模特兒目錄（Fashion Model Directory）的相關資料
- Nina Agdal（页面存档备份，存于） for the Sports Illustrated Swimsuit Issue 2012
- 妮娜·阿格戴爾在互联网电影资料库（IMDb）上的資料（英文）